# مدیریت دانش سازمانی
مدیریت دانش (به انگلیسی: Knowledge Managment)(به اختصار KM) به مدیریت فرایندهای خلق، ذخیره و نگهداری و به اشتراک گذاردن دانش می‌پردازد؛ که به‌طور عمومی باید شامل شناسائی وضعیت موجود، تشخیص، وضوح نیازها و خواسته‌ها و بهبود فرایندهای مورد اثر باشد و به تبع آن پروژه‌های مدیریت دانش پروژه‌های بهبود بخشی هستند. در این گونه پروژه‌ها سه جنبه اصلی باید مد نظر باشد.
- اول مدیریت شرایط عمومی در یک سازمان است (محیط فرهنگی و فرایندهای KM)
- دوم تهیه راهکارهایی برای فرایندها KM بین انسان‌ها و به صورت مستقیم یعنی ارتباطات.
- سوم مدیریت تولید، توزیع، دستیابی و به‌کارگیری دانشی که به ابزارها تبدیل شده‌است. (مانند نوارهای ویدئویی، آموزش، اسناد، وب‌گاه‌ها) به‌طور کلی مدیریت اطلاعات(IM). به دلیل این که KM در چنین ابعادی تغییر می‌کند باید فعالیت‌های زیر را که به آن مربوط است در نظر داشته باشد.

BPR: باز مهندسی فرایندهای کاری
DMS: سیستم‌های مدیریت اسناد
HRM: مدیریت منابع انسانی
QM: مدیریت کیفیت

## سیستم مدیریت دانش سازمانی
با ظهور مدیریت دانش به عنوان یک دیسیپلین ارزشمند، محصولاتی با نام سیستم‌های مدیریت دانش، برای سازمان‌ها، پا به عرصه وجود گذاشتند. تحت نام سیستم مدیریت دانش (KMS)، مجموعه بسیار گسترده و متنوعی از محصولات، ارائه می‌شود که بخش عمده‌ای از آن‌ها را نمی‌توان یک سیستم مدیریت دانش واقعی به حساب آورد؛ برای این که دریابیم یک سیستم مدیریت دانش سازمانی چیست، بهتر است به جنبه‌های دیگر مدیریت دانش نیز نگاه متوازنی داشته باشیم:
مدیریت دانش، در حقیقت، به توانمندی‌ها و قابلیت‌های از سازمان در تولید ارزش از دانش اشاره دارد که حوزه‌های زیر در آن نقشی پررنگ دارند.
به این ترتیب، می‌توان دریافت، اگرچه مدیریت دانش، به هیچ وجه مقوله‌ای تکنولوژی-محور نیست، اما استفاده از تکنولوژی مناسب، در به هدف رسیدن پروژه‌های مدیریت دانش به عنوان یک ضرورت مطرح می‌شود. از این رو، برخی سازمان‌ها همواره برای اجرای پروژه‌های KM به دنبال سیستم‌های مدیریت دانش می‌گردند. این جا، جایی است که مشکلات آغاز می‌شود!
از آن جایی که مدیریت دانش، فعالیت‌ها و تکنیک‌های بسیاری را پوشش می‌دهد، عبارت «سیستم مدیریت دانش» نیز چنین حالتی به خود می‌گیرد.
سازمان، بدون تعریف و مرزبندی قابلیت‌های یک چنین سیستمی مطمئناً در ایجاد مدیریت دانش سازمانی دچار سردرگمی می‌شود.
یک سازمان بایستی با توجه به ۳ عنصر کلیدی مدیریت دانش (افراد، فرایندها و محتواها)، راهکار تکنولوژی مناسب را برای خود تعریف نماید. به این ترتیب ابزارهای تکنولوژی دانش باید در پی شناخت مناسب نیازمندی‌های سازمان، مورد استفاده قرار گیرد.

## چند مشکل از سازمان‌ها
چند مثال زیر را در نظر بگیرید، راه حل این مثال‌ها، مجموعه‌ای از تکنیک‌های مدیریت دانش است که بخشی از آن می‌تواند یک تکنولوژی مناسب مدیریت دانش باشد:
یک شرکت کوچک، که بخشی از آن متعلق به یک سازمان بزرگتر است، از سوی مدیران بالاتر تحت فشار قرار می‌گیرد که حجم نیروهای خود را کاهش دهد. مسئولیت این کاهش نیرو، بر عهده مدیرعامل شرکت کوچکتر بود که پس از بررسی‌های انجام گرفته تعدادی از نیروها را انتخاب کرد. هشت ماه بعد، طی مذاکرات یک قرارداد جدید، مشخص شد چند تن از نیروهای زبده و مورد نیاز برای این قرارداد، در کاهش نیرو، از دست رفته‌اند!
شرکت‌های بزرگ بسیاری بدون آگاهی از کلیه نقش‌های مدیران میانی، دست به مسطح‌سازی ساختار سازمانی و حذف مدیران میانی زده‌اند، اما پس از این کار دریافته‌اند بهره‌وری، عملکرد نیروهای انسانی و راندمان کل سازمان با خطرات عمده مواجه شده‌است!
این مثال، مشکلی است که یک مدیر عامل ناامید در مورد سه سرپرست کف کارگاه خود عنوان می‌کند: یکی از سرپرست‌ها فردی توانا و بسیار مناسب برای شغل خود است، که مشکلات را پیش از وقوع شناسایی می‌کند و عملکرد کارگاه خود را همواره تضمین می‌نماید. دو نفر دیگر فاقد شرایط لازم هستند و مانند فرد اول عمل نمی‌کنند. یکی از راهکارها این است که این دو نفر با دو سرپرست مناسب جایگزین شوند. ما دریافتیم موارد کیفی که سرپرست اول را قادر به عملکرد مناسب می‌ساخت، را نمی‌شناسیم تا بر اساس آن دست به اقدام بزنیم؛ باید راه حل‌های بهتری هم باشد…
شرکت بزرگ A پروژه‌های متعددی در نقاط مختلف کشور در حال اجرا دارد، به گونه‌ای که تمامی نیروهای متخصص آن به سختی در گیر پروژه‌ها هستند و امکان تأمین و تربیت نیروی انسانی در کوتاه مدت، به دلیل پیچیدگی تخصصی وجود ندارد. این شرکت در بزرگترین مناقصه تاریخ خود برنده می‌شود! آیا چنین پروژه با ارزشی رها شود؟ آیا کیفیت دیگر پروژه‌ها قربانی شود؟...
شرکت B سازمانی است دارای قدمت که مزیت رقابتی اصلی آن مدیران با سابقه و توامند آن است، از آن جا که این افراد، هم‌زمان آغاز به کار کرده‌اند تا پنج سال دیگر بازنشسته می‌شوند، پیداست که سازمان این مشکل را حس کرده‌است که با رفتن این افراد مشکلات زیادی بروز می‌کند؛ چه باید کرد؟ اگر زمان بازنشستگی آن‌ها شش ماه دیگر بود چطور؟ اگر شش ماه پیش بازنشسته شده بودند و سازمان تازه به اهمیت آن‌ها پی برده بود چه طور؟
نیروهای فروش، ارائه خدمات و پشتیبانی و روابط عمومی بیش از هر تکنسین یا متخصصی در شرکت خودروسازی C، با نیازمندی‌های مشتریان و خواسته‌های آن‌ها در تماس هستند و از سوی دیگر، توانمندی آن‌ها در حل مسائل مشتری و نحوه برخورد آن‌ها با مخاطبان است که تصویر ذهنی مشتری از شرکت C را شکل می‌دهد. اما از آن جا که شعب فروش و خدمات بسیاری از شرکت C در حال فعالیت هستند، ایجاد این یکپارچگی در برخورد با مشتری و دستیابی به نیازمندی‌های خالص مشتریان به یک چالش بزرگ برای C تبدیل شده‌است.

## مستندسازی تجارب خبرگان
طرح‌های مستندسازی تجارب خبرگان، جهت استخراج، مستندسازی و طبقه‌بندی دانش‌های پیشینی خبرگان تدوین می‌شوند. مدیران و خبرگان سرمایه‌های گران‌ب‌های دانشی سازمان‌ها هستند که هرساله با بازنشستگی‌ها و جدائی‌شان از سازمان، خلأئی جدی در فرایندهای کاری به وجود می‌آورند. در راستای به‌حداقل‌رسانی این ضایعه و حفظ و حراست از این گنجینه‌های دانشی، طرح‌های مستندسازی تجارب خبرگان تعریف می‌شود.
اهداف طرح‌های مستندسازی تجارب خبرگان
۱. تدوین نظامی برای شناسائی خبرگان سازمانی درفیلدهای گوناگون درخت دانشی سازمان
۲. استخراج دانش‌ها و تجارب خبرگان سازمانی در برهه‌های زمانی متفاوت (در آستانه بازنشستگی یا دوره‌های زمانی منظم)
۳. بسته‌سازی دانش‌ها و طبقه‌بندی آن‌ها
۴. ایجاد امکان قابلیت جستجوهای پیشرفته در میان دانش‌های استخراج شده و غنی‌سازی دانش‌ها توسط خوانندگان
۵. تدوین کتابچه‌های دانشی خبرگان
۶. تدوین رویه‌های مستندسازی تجارب خبرگان در سازمان به صورت دائمی و همیشگی

## انجمن خبرگی
انجمنهای خبرگی گروهی از کارشناسان می‌باشند که علایق و وابستگی‌ها و مسائل مشترک کاری دارند و آن‌ها را با هم به اشتراک می‌گذارند و در خلال تعاملات منظم خود یادمی‌گیرند که چطور کارها را بهتر انجام دهند. در جلسات COP تجربیات پرسنل ردوبدل می‌شود، در این جلسات کارشناسان دربارهٔ یک موضوع کاری بحث و تبادل نظر می‌کنند، و تجربیات، پیشنهادها و نکات فنی مدیریتی را مطرح می‌کنند. انجمن‌های خبرگی باعث تسهیم بهتر دانش و بهتر شناخته شدن خبرگان موضوعات کاری، پرسیده شدن راحت‌تر سئوالات و نتایج مطلوب دیگر می‌شود.
از جمله نتایج می‌توان موارد زیر را نام برد:
- بهبود رویه‌های کاری و ایجاد راه حل برای چالش‌های پیش رو، در قالب راه‌حل‌های کوتاه‌مدت یا نظام پیشنهادها.
- کمک به گسترش فضای همکاری و مشارکت فعال پرسنل در رویارویی با وظایف و مسئولیت‌های کاری
- ایجاد سیستمی برای تبادل افکار و آموزش پرسنل جدید و صرفه‌جویی در هزینه و زمان

## صفحات مرتبط
- سیستم‌های مدیریت دانش
- مدیریت دانش
- مهندسی دانش